# Phlebia
Phlebia Fr. (żylak) – rodzaj grzybów z rodziny strocznikowatych (Meruliaceae).

## Charakterystyka
Grzyby kortycjoidalne o owocniku rozpostartym, rzadko siedzącym, o konsystencji w stanie świeżym od skórzastej do galaretowatej, po wyschnięciu błoniastej i dość twardej. Hymenofor gładki, grudkowaty, poroidalny, merulioidalny lub odontoidalny. System strzępkowy monomityczny, rzadko dimityczny, strzępki z reguły ze sprzążkami (nieliczne gatunki ze strzępkami generatywnymi septowanymi bez sprzążek), osadzone w galaretowatej substancji. Czasami występują cystydy. Podstawki zwykle wąsko maczugowate, tworzące gęstą palisadę, z przegrodami trudnymi do odróżnienia z powodu galaretowatej substancji. Bazydiospory allantoidalne do elipsoidalnych, gładkie, cienkościenne, nieamyloidalne, niecyjanofilne.
Phlebia, według danych molekularnych Larssona i in. (2004), jest ściśle powiązana z Phlebiella, Mycoacia i Mycoaciella, wszystkie te rodzaje mają między innymi wspólne cechy: owocnik o konsystencji od galaretowatej do rogowej, wąsko maczugowate podstawki tworzące gęstą palisadę i małe, nieamyloidalne bazydiospory. Wszystkie te rodzaje tworzą klad z innymi gatunkami Hyphoderma, Ceriporia, Gloeoporus, Ceraceomyces i Byssomerulius. Wiele gatunków Phlebia tworzy hymenofor odontoidalny do hydnoidalnego, struktury podporowe w hymenium oraz mniej lub bardziej zesklerowaciałe strzępki generatywne.

## Systematyka i nazewnictwo
Pozycja w klasyfikacji według Index Fungorum: Meruliaceae, Polyporales, Incertae sedis, Agaricomycetes, Agaricomycotina, Basidiomycota, Fungi.
Synonimy naukowe: Caloporia P. Karst., Caloporus P. Karst., Jacksonomyces Jülich, Merulius Fr., Ricnophora Pers., Trabecularia Bonord:
Polską nazwę podał Franciszek Błoński w 1896 r. W polskim piśmiennictwie mykologicznym należące do tego rodzaju gatunki opisywane były też jako płaskosz, stroczek, stroszek i strocznik.
Gatunki występujące w Polsce:
- Phlebia acanthocystis Gilb. & Nakasone 1998
- Phlebia firma J. Erikss. & Hjortstam 1981[5]
- Phlebia lilascens (Bourdot) J. Erikss. & Hjortstam 1981 – żylak liliowy
- Phlebia radiata Fr. 1821 – żylak promienisty
- Phlebia rufa (Pers.) M.P. Christ. 1960 – żylak czerwonawy
- Phlebia segregata (Bourdot & Galzin) Parmasto 1967[6]
- Phlebia serialis (Fr.) Donk 1957 – żylak zmienny
- Phlebia subceracea (Wakef.) Nakasone 2003[5]
- Phlebia subochracea (Alb. & Schwein.) J. Erikss. & Ryvarden 1976 – żylak czerwonobrązowy
- Phlebia subulata J. Erikss. & Hjortstam 1981[5]
- Phlebia subserialis (Bourdot & Galzin) Donk 1957 – żylak kremowobrązowy
- Phlebia tremellosa (Schrad.) Nakasone & Burds. 1984 – żylak trzęsakowaty

Nazwy naukowe na podstawie Index Fungorum. Wykaz gatunków i nazwy polskie według Władysława Wojewody i innych.